# Bujesily
Bujesily è un comune della Repubblica Ceca facente parte del distretto di Rokycany, nella regione di Plzeň.